# Тофтріс (Пенсільванія)
Тофтріс (англ. Toftrees) — переписна місцевість (CDP) в США, в окрузі Сентр штату Пенсільванія. Населення — 3513 особи (2020).

## Географія
Тофтріс розташований за координатами 40°49′30″ пн. ш. 77°53′8″ зх. д. / 40.82500° пн. ш. 77.88556° зх. д. (40.824879, -77.885514).  За даними Бюро перепису населення США в 2010 році переписна місцевість мала площу 2,27 км², уся площа — суходіл. В 2017 році площа становила 2,39 км², уся площа — суходіл.

## Демографія
Згідно з переписом 2010 року, у переписній місцевості мешкали 2053 особи в 1202 домогосподарствах у складі 405 родин. Густота населення становила 903 особи/км².  Було 1401 помешкання (616/км²).
Расовий склад населення:
| - 86,6 % — білих - 7,6 % — азіатів - 2,9 % — чорних або афроамериканців |

До двох чи більше рас належало 2,3 %. Частка іспаномовних становила 2,4 % від усіх жителів.
За віковим діапазоном населення розподілялося таким чином: 7,5 % — особи молодші 18 років, 72,9 % — особи у віці 18—64 років, 19,6 % — особи у віці 65 років та старші. Медіана віку мешканця становила 31,2 року. На 100 осіб жіночої статі у переписній місцевості припадало 101,9 чоловіків;  на 100 жінок у віці від 18 років та старших — 101,3 чоловіків також старших 18 років.
Середній дохід на одне домашнє господарство  становив 76 052 долари США (медіана — 59 837), а середній дохід на одну сім'ю — 92 528 доларів (медіана — 68 452). Медіана доходів становила 61 108 доларів для чоловіків та 50 162 долари для жінок. За межею бідності перебувало 23,2 % осіб, у тому числі 0,0 % дітей у віці до 18 років та 0,0 % осіб у віці 65 років та старших.
Цивільне працевлаштоване населення становило 1593 особи. Основні галузі зайнятості: освіта, охорона здоров'я та соціальна допомога — 50,5 %, фінанси, страхування та нерухомість — 11,8 %, науковці, спеціалісти, менеджери — 11,7 %.